# Sophie Oluwole
Sophie Bosese Oluwole (Sinh ngày 12 tháng 5 năm 1935 –  mất ngày 23 tháng 12 năm 2018) là một triết gia tại châu Phi.
Oluwole là nữ giới đầu tiên có bằng tiến sĩ trong triết học ở Nigeria. Bà là một học viên của triết học Yoruba, một cách suy nghĩ bắt nguồn từ nhóm dân tộc có trụ sở tại Nigeria. Bà đã lên tiếng về vai trò của phụ nữ trong triết học và sự đại diện không cân xứng của các nhà tư tưởng châu Phi trong giáo dục.

## Cuộc sống và công việc
Sophie Bosese Oluwole sinh ngày 12 tháng 5 năm 1935 với cha mẹ Edo. Bà là người Nupe, vì ông cố của bà là Tapa, từ Yoruba dành cho người Nupe. Bà ấy lớn lên ở bang Ekiti. Bà đến trường ở Ife và chỉ trích hệ thống giáo dục vào những năm 1940, nói rằng tham vọng nghề nghiệp của một người phụ nữ là "Đó không phải là tham vọng của bạn, đó là tham vọng của cha mẹ bạn."  Trong một cuộc phỏng vấn với Jesusegun Alagbe, một nhà báo của tờ báo PUNCH, Bà mô tả một sự kiện trong trường, nơi bà được gửi đến một bệnh viện để phân phát thực phẩm và thuốc men, và sợ hãi bởi những bệnh nhân tuyệt vọng, nói tôi sẽ không trở thành một y tá. " 
Bà học Lịch sử, Địa lý và Triết học tại UNILAG ở Lagos, và cuối cùng ổn định về triết học. Sau khi có bằng cấp đầu tiên, bà đã được tuyển dụng tại UNILAG vào năm 1972 và làm việc ở đó một thời gian với tư cách là trợ giảng. Sau đó bà tiếp tục hoàn thành bằng tiến sĩ triết học tại Đại học Ibadan. Bà là nữ giới có bằng tiến sĩ đầu tiên trong triết học ở Nigeria. Bây giờ là một giáo sư có trình độ, Bà đã dạy Triết học Châu Phi tại UNILAG trong sáu năm từ 2002 đến 2008.
Các giáo lý và tác phẩm của bà thường thuộc về trường phái tư tưởng triết học Yoruba, đã ăn sâu vào tín ngưỡng văn hóa và tôn giáo (Ifá) của các vùng Yorubaland khác nhau. Theo bà, nhánh triết học này có trước truyền thống phương Tây, vì nhà triết học châu Phi cổ đại Orunmila trước Socrates theo ước tính của bà. Hai nhà tư tưởng này, đại diện cho các giá trị của truyền thống châu Phi và phương Tây, là hai trong số những ảnh hưởng lớn nhất của Bà, và so sánh hai trong cuốn sách Socrates và Orunmila của mình. 
Bà qua đời vào đầu giờ ngày 23 tháng 12 năm 2018, hưởng thọ 83 tuổi.